# Masacre de Barranquilla de 2023
La masacre de Barranquilla, ocurrida el 19 de marzo de 2023, fue un trágico evento que sacudió a la comunidad del barrio Villanueva. 
Durante una fiesta, hombres armados en motocicletas abrieron fuego indiscriminadamente contra los asistentes, resultando en la muerte de cinco personas y dejando catorce heridos. 
Este acto de violencia se atribuye a las disputas entre bandas criminales, y ha generado una profunda conmoción y un llamado a la justicia en la ciudad. 
Las autoridades han ofrecido recompensas por información que conduzca a la captura de los responsables, en un esfuerzo por restaurar la paz y la seguridad en la comunidad.

## Procedimientos judiciales
Tras la masacre de Barranquilla en marzo de 2023, las autoridades iniciaron una serie de procedimientos judiciales para esclarecer los hechos y llevar a los responsables ante la justicia. 
La Policía Metropolitana de Barranquilla, junto con la Seccional de Investigación Judicial, ha estado recopilando pruebas y testimonios para identificar a los perpetradores.
Las investigaciones preliminares sugieren que el ataque fue un ajuste de cuentas entre bandas criminales. 
Las autoridades han ofrecido recompensas por información que conduzca a la captura de los responsables, y se han realizado varias capturas en relación con el caso. 
La comunidad sigue exigiendo justicia y respuestas ante este trágico evento que dejó una profunda herida en la ciudad.